# Ford Meteor
Introducido en 1981, Ford Meteor fue el nombre dado a la versión sedán del Ford Laser, basado en el Mazda Familia (323) en mercados como Australia y Sudáfrica. Siguiendo la misma estrategia en Europa fue el Ford Orion, una berlina de cuatro puertas que tenía mecánicas de la Escort. Funcionó desde 1983 a 1993, y al igual que el Meteor fue absorbido en el rango de la que fue engendrado.

## Primera generación (GA, GB, 1981-1985)
Cuando el Meteor fue lanzado en Australia en 1981 como la serie GA, que sustituyó a la más grande Cortina, aunque se trataba de una medida temporal antes de que el Telstar fue introducido. El nombre de Meteor fue lanzada en Australia en 1987, con el nombre en lugar de láser, pero sobrevivió en el Sudáfrica, donde se utilizó desde 1986 a 1995.
La parrilla Meteor difieren ligeramente y estaba disponible en un modelo distinto: una casa de mercado Mazda Familia sedan. Sustitución de los indicadores del láser de color ámbar eran los blancos, y la parrilla tenía más de una "caja de huevos" patrón de los listones lisos negros del láser. El meteorito también tuvo grandes faros que el láser, que tenía los más pequeños "hundido" en la carrocería. En Australia, sólo estaba disponible con un motor de 1,5 litros en el lanzamiento, en GL y Ghia recorta el 1,1 o 1,3 no fueron ofrecidos. Naturalmente, tenía un trabajo difícil reemplazar la Cortina, que tenían motores a partir de 2,0 litros, hasta un 4,1 litros y seis cilindros, así como una camioneta opción.
Una cirugía estética de mitad de período en 1983, apodado GB trajo la gama más cerca, con el extremo delantero mismo, aunque Meteoros continuó en una línea separada y un poco más premium.

## Segunda generación (GC; 1985-1987)
El Meteor tendía a atraer a estos compradores, tanto es así que cuando el sedán Laser 1985 se puso en marcha, se consideró que no le importaría si el vehículo compartido su chapa con el Mazda 323. Sin embargo, desde 1985, los hatchbacks Láser todos tenían paneles únicos. A diferencia de Australia, los sedanes de segunda generación todavía badged Meteor en Sudáfrica.
- Datos: Q2685244
- Multimedia: Ford Meteor / Q2685244